# 1-6-3
No futebol, o 1-6-3 é um dos esquemas tácticos mais antigos que se tem notícia. Tem 1 Defensas, 6 meio-campistas e 3 Avançados.
A FIFA considera este esquema como sendo uma variação do 1-1-8, que foi a primeira formação do futebol.

## Origem
O esquema 1-6-3 foi utilizado pela primeira vez pela Seleção Japonesa, sob o comando do General Yoshijiro Umezu, nas Olimpíadas de Berlim-1936. Notoriamente, o Japão derrotou a equipe sueca por 3-2, antes de perder de 0-8 para a Itália. Por conta deste resultado, este esquema foi apelidado de "formação kamikaze". Na década de 1960, o ex-jogador da seleção estadunidense Walter Bahr, quando técnico do Philadelphia Spartans, utilizou esta formação em alguns jogos para angariar maior atenção da mídia e de fãs para o time.